# Beschbarmak

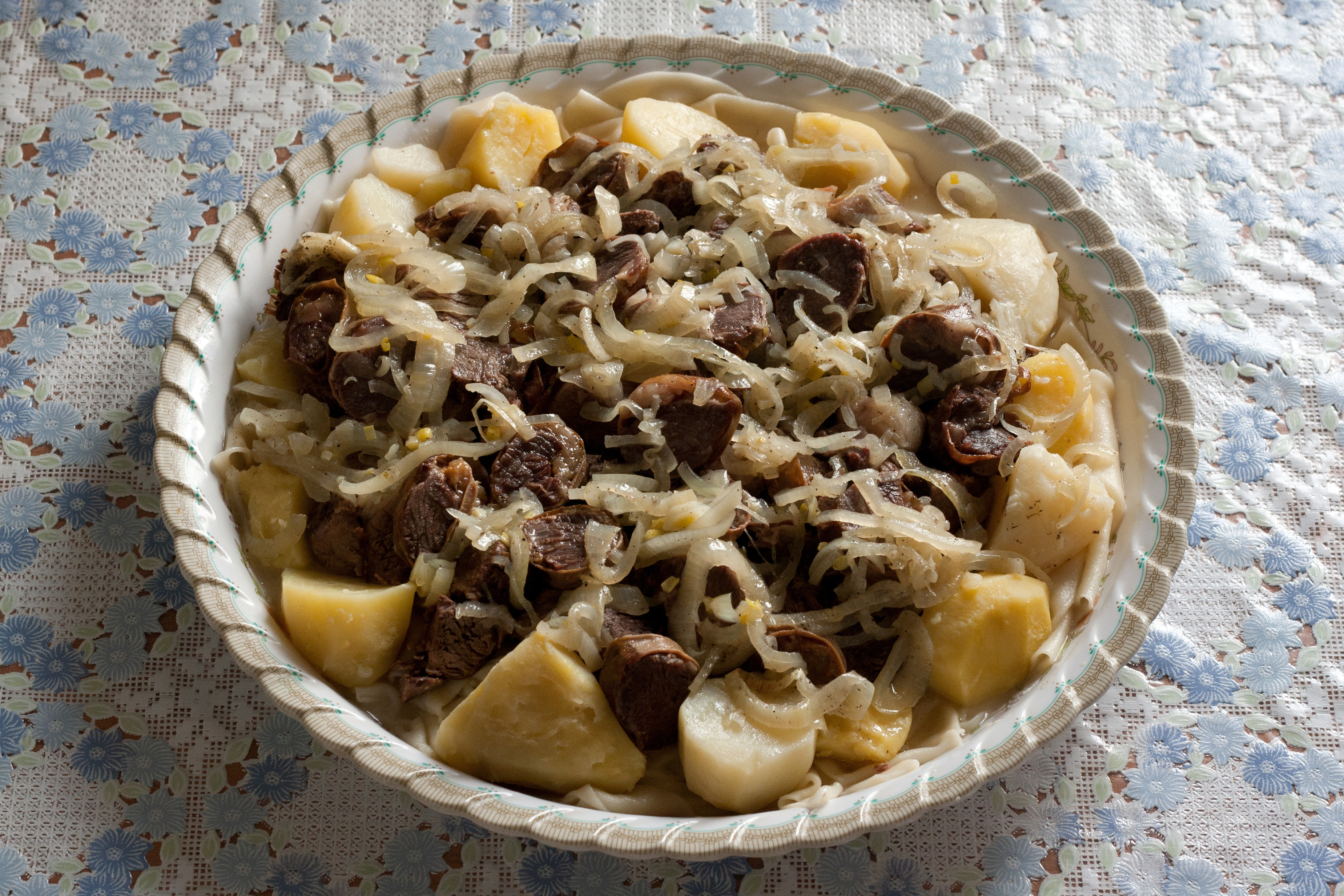
Angerichtetes Kasachisches Beschbarmak

Beschbarmak (kirgisisch/russisch бешбармак, kasachisch бесбармақ / Besbarmaq, baschkirisch бишбармаҡ, tatarisch бишбармак – fünf Finger) ist das Nationalgericht der nomadisch lebenden Turkvölker in Zentralasien und Teilen von Russland. In Usbekistan, Kirgisistan, Kasachstan sowie der chinesischen Provinz Xinjiang ist das Gericht auch als Naryn bekannt, in Turkmenistan, im Nordkaukasus und in der usbekischen Republik Karakalpakistan als Turama oder Dograma. In den russischen Republiken Tatarstan und Baschkortostan schließlich ist die Bezeichnung Kullama geläufig.
Der Name bedeutet so viel wie fünf Finger und hat seinen Ursprung darin, dass Nomaden die Mahlzeit normalerweise mit bloßen Händen aßen. Das gekochte Fleisch wird dabei mit einem Messer in feine Stücke geschnitten, mit gekochten Nudeln gemischt und mit einer Zwiebelsauce abgeschmeckt. Es wird gewöhnlich auf einem großen Teller serviert, zusammen mit Chorba – einer traditionellen Suppe mit Schaffleisch in Schüsseln, Kese genannt. Typischerweise wird die Brühe als Vorspeise aufgetischt, worauf als Hauptspeise Beschbarmak und ein Getränk namens Ak-serke folgt.

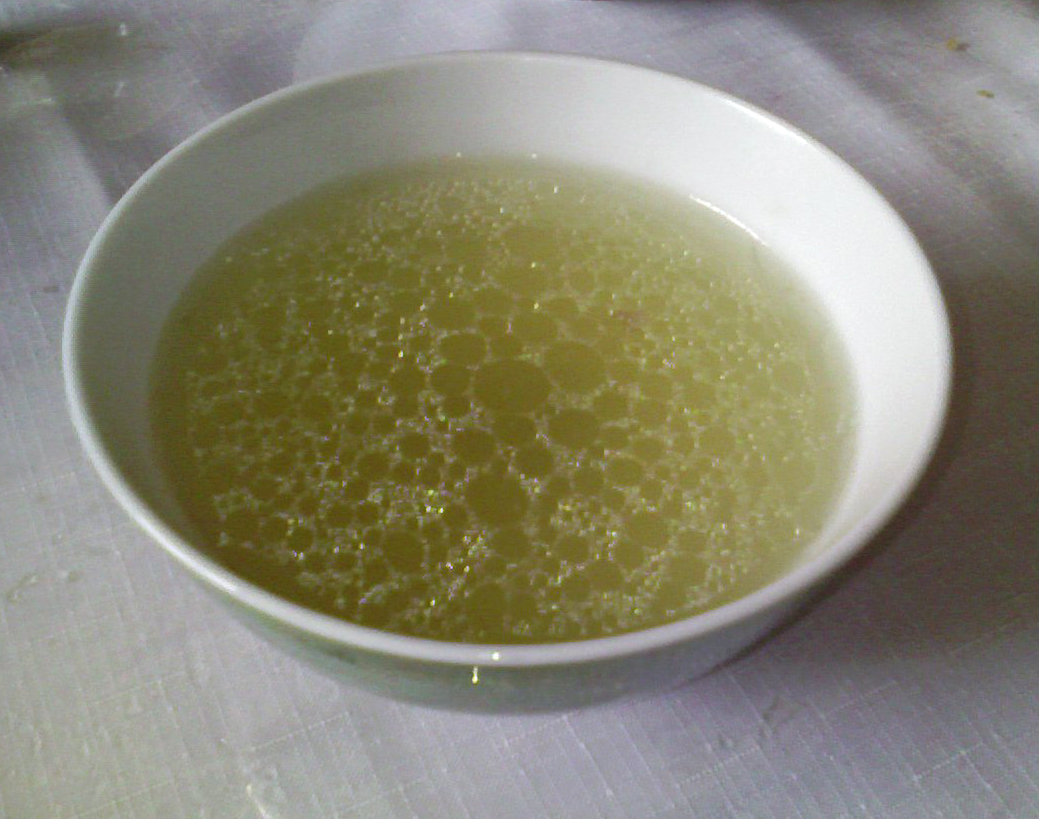
Chorba, eine Suppe mit Schaffleisch

## Hintergrund
Wie die meisten traditionellen Gerichte Zentralasiens entwickelte sich diese Speise mit den Einschränkungen des nomadischen Lebens: Die Menschen waren völlig von ihren eigenen Tieren abhängig, von denen sie nicht nur das Fleisch, sondern auch die Milch verwerten konnten. Die simple Zubereitung findet ebenfalls hier ihre Wurzeln: Außer einem Kochtopf, einem Messer und einem Werkzeug zum Ausrollen des Nudelteigs werden keine Utensilien gebraucht. Der Transport dieser Hilfsmittel ist zudem unkompliziert.

## Ritual
Das Anrichten von Beschbarmak ist von Ritualen durchdrungen. So werden die verschiedenen Schlachtteile vom Fleisch an die Geladenen je nach Geschlecht, Alter und sozialem Status verteilt. In vielen nomadischen Traditionen ist allein Männern das Ritual vorbehalten, Frauen und Kinder müssen außerhalb des Runds oder in Jurten in einem abgetrennten Bereich warten, es herrscht eine strenge Sitzordnung nach sozialem Status, Gastgeber und Ehrengäste gegenüber. Die Gäste können Kinder zu sich heranrufen und ihnen Fleischstücke abgeben. Bei diesem in Kirgisistan genannten Ustomak sollen dabei die Fähigkeit des Gastes auf das Kind übergehen. Bei speziellen Anlässen wird oft der Kopf des Tiers, Augen, Ohren, beispielsweise des Lamms, zum eigentlichen Gericht serviert. Dieser wird dem Ehrengast überlassen, welcher Teile abschneidet und andere Stücke unterschiedlich aufbereitet. Bei einem Fest wird Beschbarmak auch gerne zusammen mit Qazı, eine Art Wurst aus Pferdefleisch, gekocht und aufgetischt.

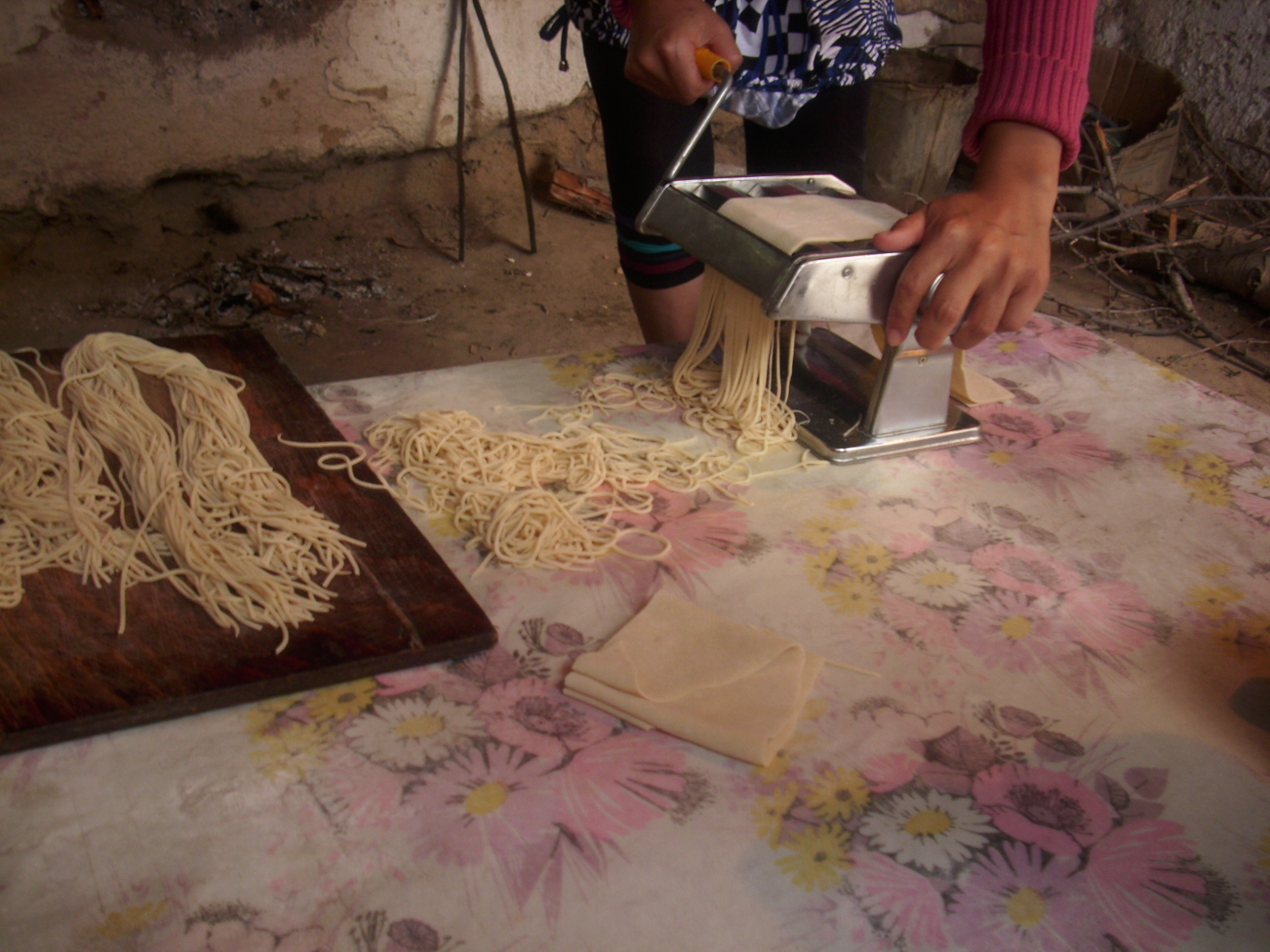
Moderne Zubereitung der Nudeln

## Zubereitung
Zuerst wird das Fleisch im Topf zum Kochen gebracht. Laut Originalrezept sollte dafür das Hinterteil eines Pferdes, Qazı, das Pferdefleischprodukt Sujuk oder Lammkotelett genutzt werden – je nach Jahreszeit. In der warmen Saison wird beispielsweise Lammfleisch bevorzugt. Zur gleichen Zeit wird der Teig zubereitet, indem Eier, Wasser und Mehl mit etwas Salz gut verknetet werden und anschließend etwa 40 Minuten ruhen. Danach kann der fertige Teig dünn ausgerollt und in feine Stränge geschnitten oder genudelt werden. Die für 5 bis 10 Minuten in der Fleischbrühe gekochten Nudeln werden zusammen mit dem geschnittenen Fleisch auf ein Brett (tabak) gegeben. Darüber wird nun eine Sauce aus Zwiebeln, schwarzem Pfeffer und der heißen Fleischbrühe, auch chyk oder tuzdyk genannt, verteilt. Zuletzt kann alles zusammen nochmals kräftig vermischt werden.
Besonders fein geschnittenes Fleisch ist ein Zeichen des Respekts gegenüber Älteren und Gästen. Allgemein ist Gastfreundschaft eine wichtige Tugend in Zentralasien, die Einladung zu einem Beschbarmaq ist eine Ehre. Das Gericht wird allerdings erst aufgetischt, wenn alle Geladenen zu Tisch sitzen. Es ist immer noch ein Gericht, das die nomadische Identität in sich trägt.